# Ga Nam Cảng
Ga Nam Cảng (tiếng Trung: 南港; bính âm: Nángǎng) là ga đường sắt và tàu điện ngầm ở Đài Bắc, Đài Loan được phục vụ bởi Đường sắt cao tốc Đài Loan, Cục Đường sắt Đài Loan và Tàu điện ngầm Đài Bắc.

## Lịch sử
Ga Nam cảng ban đầu được xây dựng bởi Nhật Bản trong thời kỳ Đài Loan thuộc Nhật vào năm 1899 để phát triển công nghiệp địa phương và gia tăng dân số. Sau đó, nhà ga được nâng cấp 3 lần để thúc đẩy sự tăng trưởng mạnh: vào năm 1905, năm 1966 (do KMT chuyển chính phủ Trung Hoa Dân Quốc đến Đài Loan), và khoảng 1986–1987 (để đáp ứng sự gia tăng lưu lượng hành khách gia tăng và giao thông của cảng mới).

## Bố trí ke ga
| TRA                   | 1, 2 | 1A, 1B |  | ■ Tuyến Bờ Tây (hướng Bắc)                  | hướng đi Thất Đổ, Cơ Long                                     |
| TRA                   | 1, 2 | 1A, 1B |  | ■ Tuyến Bờ Tây (hướng Nam)                  | hướng đi Nghi Lan, Tô Áo, Hoa Liên, Đài Đông                  |
| TRA                   | 3, 4 | 2A, 2B |  | ■ Tuyến Bờ Tây (hướng Nam)                  | hướng đi Đài Bắc, Đài Trung, Cao Hùng, Bình Đông, Phương Liêu |
| TRA                   | 3, 4 | 2A, 2B |  | ■ Tuyến Bờ Tây (hướng Bắc)                  | hướng đi Thụ Lâm                                              |
| TRA                   | 5, 6 | 3A, 3B |  | ■ Dành cho tuyến trực tiếp Đài Bắc-Nghi Lan | Hiện tại không sử dụng                                        |
| TRA                   | 7    | 7      |  | ■ Dành cho ke ga                            | Dành cho sử dụng nội bộ                                       |
| Tàu điện ngầm Đài Bắc | 1    | 1      |  | ■ Tuyến xanh dương (hướng Tây)              | hướng đi Trung tâm Triển lãm Nam Cảng Đài Bắc                 |
| Tàu điện ngầm Đài Bắc | 2    | 2      |  | ■ Tuyến xanh dương (hướng Đông)             | hướng đi Đỉnh Bộ/ Far Eastern Hospital                        |

## Bố trí ga
| 20F-2F   | Khu phát triển                   | Đang xây dựng                                                                                                   |
| Đường đi | Đường đi                         | Lối ra/vào, thang máy khuyết tật , bảo vệ, khu chờ Taxi                                                         |
| B1       | Phòng chờ                        | Phòng chờ, nhà vệ sinh                                                                                          |
| B1       | THSR Ke ga                       | (Đang xây dựng)                                                                                                 |
| B2       | Sảnh chờ                         | Bán vé TRA, bán vé tự động, soát vé, khu vực chờ Nhà vệ sinh, quầy thông tin Quầy TRA, văn phòng quản lý TRA    |
| B3       | TRA Ke ga                        | TRA phòng điều hành, văn phòng                                                                                  |
| B3       | Ke ga 1A                         | Tuyến Bờ Tây hướng đi Cơ Long thông qua dịch vụ Tuyến Nghi Lan hướng đi Nghi Lan, Hoa Liên-Đài Đông (Tịch Khoa) |
| B3       | Ke ga                            | |
| B3       | Platform 1B                      | Tuyến Bờ Tây hướng đi Cơ Long thông qua dịch vụ Tuyến Nghi Lan hướng đi Nghi Lan, Hoa Liên-Đài Đông (Tịch Khoa) |
| B3       | Ke ga 2A                         | Tuyến Bờ Tây hướng đi Đài Bắc, Cao Hùng thông qua dịch vụ Tuyến Nghi Lan hướng đi Thụ Lâm (Tùng Sơn)            |
| B3       | Ke ga                            | |
| B3       | Ke ga 2B                         | Tuyến Bờ Tây hướng đi Đài Bắc, Cao Hùng thông qua dịch vụ Tuyến Nghi Lan hướng đi Thụ Lâm (Tùng Sơn)            |
| B3       | Ke ga 3A                         | Tuyến trực tiếp Đài Bắc-Nghi Lan Không phục vụ (hướng đi Đầu Thành, Tiêu Khê)                                   |
| B3       | Ke ga                            | |
| B3       | Ke ga 3B                         | Tuyến trực tiếp Đài Bắc-Nghi Lan Không phục vụ (hướng đi Đầu Thành, Tiêu Khê)                                   |
| B3       | Đường ray số 7                   | Sử dụng công trình công cộng                                                                                    |
| B3       | Bên ke ga; ban điều hành sử dụng | |

Tàu điện ngầm Đài Bắc ga Nam Cảng
| Đường đi | Lối ra/vào                      | Lối ra/vào                                                                   |
| B1       | Hành lang                       | Hành lang, quầy thông tin, máy bán vé tự động, cổng soát vé 1 chiều          |
| B1       | Hành lang                       | Nhà vệ sinh(bên trong khu vực đã soát vé)                                    |
| B2       | Ke ga 1                         | ← Tuyến Bản Nam hướng đi Trung tâm Triển lãm Nam Cảng Đài Bắc (BL23 Ga cuối) |
| B2       | Ke ga, cửa sẽ mở hướng bên trái |                                                                              |
| B2       | Ke ga 2                         | → Tuyến Bản Nam hướng đi Đỉnh Bộ / Far Eastern Hospital (BL21 Côn Dương)→    |